# Rotunde-Quadrille
Die  Rotunde-Quadrille  ist eine Quadrille von Johann Strauss Sohn (op. 360). Sie wurde im Mai 1873 im Wiener Prater erstmals aufgeführt. 

## Einzelnachweis
1. ↑  Quelle: Englische Version des Booklets (Seite 61) in der 52 CDs umfassenden Gesamtausgabe der Orchesterwerke von Johann Strauß (Sohn), Hrsg. Naxos (Label). Das Werk ist als achter Titel auf der 21. CD zu hören.